# 6449 Кудара
6449 Кудара (6449 Kudara) — астероїд головного поясу, відкритий 7 лютого 1991 року.
Тіссеранів параметр щодо Юпітера — 3,560.